# Lista siturilor arheologice din județul Hunedoara - C
Lista siturilor arheologice din județul Hunedoara - C conține toate siturile arheologice din județul Hunedoara înscrise în Repertoriul Arheologic Național (RAN) și aflate în localități al căror nume începe cu litera C. RAN este administrat de Ministerul Culturii și Patrimoniului Național și cuprinde date științifice, cartografice, topografice, imagini și planuri, precum și orice alte informații privitoare la zonele cu potențial arheologic, studiate sau nu, încă existente sau dispărute.
Puteți căuta un sit din localitățile care încep cu litera C folosind formularul de mai jos sau puteți naviga prin toate siturile din județ la Lista siturilor arheologice din județul Hunedoara.
| Cod RAN                                  | Denumire | Localitate                                | Adresă                          | Datare                                       | Descoperit | Coordonate                                    | Imagine           | Erori            |
| ---------------------------------------- | --- | ----------------------------------------- | ------------------------------- | -------------------------------------------- | ---------- | --------------------------------------------- | ----------------- | ---------------- |
| 88298.02.01                              | Situl arheologic de la Cucuiș - "Colnic" / ansamblu anonim (Categorie: locuire civilă) (Tip: Cetate)                                                                | sat Cucuiș, comuna Beriu                  | Colnic                          | sec.XIII-XIV                                 |            |                                               | Încărcați imagine | Raportați eroare |
| 88298.02.02                              | Situl arheologic de la Cucuiș - "Colnic" / ansamblu anonim (Categorie: locuire civilă) (Tip: Așezare)                                                               | sat Cucuiș, comuna Beriu                  | Colnic                          | Coțofeni                                     |            |                                               | Încărcați imagine | Raportați eroare |
| 88298.02.03                              | Situl arheologic de la Cucuiș - "Colnic" / ansamblu anonim (Categorie: locuire civilă) (Tip: neprecizat)                                                            | sat Cucuiș, comuna Beriu                  | Colnic                          |                                              |            |                                               | Încărcați imagine | Raportați eroare |
| 89570.03.01 (Cod LMI: HD-I-s-A-03172)    | Situl arheologic din epoca romană de la Cigmău - "Cetatea Uriașului" / ansamblu Principia (Categorie: locuire militară) (Tip: Castru)                               | sat Cigmău, oraș Geoagiu                  | Cetatea Urieșilor               | sec. II-III p. Chr                           | 2000       | 45°53′48″N 23°11′27″E / 45.89667°N 23.19083°E | Încărcați imagine | Raportați eroare |
| 89570.03.02 (Cod LMI: HD-I-s-A-03172)    | Situl arheologic din epoca romană de la Cigmău - "Cetatea Uriașului" / ansamblu anonim (Categorie: locuire militară) (Tip: Așezare)                                 | sat Cigmău, oraș Geoagiu                  | Cetatea Urieșilor               | sec. II-III                                  | 2000       | 45°53′48″N 23°11′27″E / 45.89667°N 23.19083°E | Încărcați imagine | Raportați eroare |
| 90468.01.01                              | Așezarea de la Ciulpăz - "Peștera Bulgărelu" / ansamblu anonim (Categorie: locuire civilă) (Tip: Așezare)                                                           | sat Ciulpăz, comuna Pestișu Mic           | Peștera Bulgărelu               | Petrești                                     |            |                                               | Încărcați imagine | Raportați eroare |
| 90468.01.02                              | Așezarea de la Ciulpăz - "Peștera Bulgărelu" / ansamblu anonim (Categorie: locuire civilă) (Tip: Așezare)                                                           | sat Ciulpăz, comuna Pestișu Mic           | Peștera Bulgărelu               | Coțofeni                                     |            |                                               | Încărcați imagine | Raportați eroare |
| 90468.01.03                              | Așezarea de la Ciulpăz - "Peștera Bulgărelu" / ansamblu anonim (Categorie: locuire civilă) (Tip: Așezare)                                                           | sat Ciulpăz, comuna Pestișu Mic           | Peștera Bulgărelu               | Wietenberg                                   |            |                                               | Încărcați imagine | Raportați eroare |
| 90468.01.04                              | Așezarea de la Ciulpăz - "Peștera Bulgărelu" / ansamblu anonim (Categorie: locuire civilă) (Tip: Locuire)                                                           | sat Ciulpăz, comuna Pestișu Mic           | Peștera Bulgărelu               |                                              |            |                                               | Încărcați imagine | Raportați eroare |
| 90084.01.01                              | Așezarea de la Cerișor - "Peștera Mare" / ansamblu anonim (Categorie: locuire civilă) (Tip: Așezare)                                                                | sat Cerișor, comuna Lelese                | Peștera Mare                    | Starčevo - Criș                              |            |                                               | Încărcați imagine | Raportați eroare |
| 90084.01.02                              | Așezarea de la Cerișor - "Peștera Mare" / ansamblu anonim (Categorie: locuire civilă) (Tip: Așezare)                                                                | sat Cerișor, comuna Lelese                | Peștera Mare                    | Coțofeni                                     |            |                                               | Încărcați imagine | Raportați eroare |
| 90084.01.03                              | Așezarea de la Cerișor - "Peștera Mare" / ansamblu anonim (Categorie: locuire civilă) (Tip: Așezare)                                                                | sat Cerișor, comuna Lelese                | Peștera Mare                    | Wietenberg                                   |            |                                               | Încărcați imagine | Raportați eroare |
| 90084.01.04                              | Așezarea de la Cerișor - "Peștera Mare" / ansamblu anonim (Categorie: locuire civilă) (Tip: Așezare)                                                                | sat Cerișor, comuna Lelese                | Peștera Mare                    | sec. XIII-XV                                 |            |                                               | Încărcați imagine | Raportați eroare |
| 90084.01.05                              | Așezarea de la Cerișor - "Peștera Mare" / ansamblu anonim (Categorie: locuire civilă) (Tip: Așezare)                                                                | sat Cerișor, comuna Lelese                | Peștera Mare                    | Tiszapolgár                                  |            |                                               | Încărcați imagine | Raportați eroare |
| 90084.02.01                              | Așezarea de la Cerișor - "Peștera Cerișor II" / ansamblu anonim (Categorie: locuire civilă) (Tip: Așezare)                                                          | sat Cerișor, comuna Lelese                | Peștera Cerișor II              |                                              |            |                                               | Încărcați imagine | Raportați eroare |
| 90084.03.01                              | Situl arheologic de la Cerișor - "Peștera Cauce" / ansamblu anonim (Categorie: locuire) (Tip: Locuire)                                                              | sat Cerișor, comuna Lelese                | Peștera Cauce                   | Starčevo - Criș                              |            | 45°45′27″N 22°44′26″E / 45.75747°N 22.74051°E | Încărcați imagine | Raportați eroare |
| 90084.03.02                              | Situl arheologic de la Cerișor - "Peștera Cauce" / ansamblu anonim (Categorie: locuire) (Tip: Locuire)                                                              | sat Cerișor, comuna Lelese                | Peștera Cauce                   | Turdaș                                       |            | 45°45′27″N 22°44′26″E / 45.75747°N 22.74051°E | Încărcați imagine | Raportați eroare |
| 90084.03.03                              | Situl arheologic de la Cerișor - "Peștera Cauce" / ansamblu anonim (Categorie: locuire) (Tip: Locuire)                                                              | sat Cerișor, comuna Lelese                | Peștera Cauce                   | Tiszapolgár                                  |            | 45°45′27″N 22°44′26″E / 45.75747°N 22.74051°E | Încărcați imagine | Raportați eroare |
| 90084.03.04                              | Situl arheologic de la Cerișor - "Peștera Cauce" / ansamblu anonim (Categorie: locuire) (Tip: Locuire)                                                              | sat Cerișor, comuna Lelese                | Peștera Cauce                   | Coțofeni                                     |            | 45°45′27″N 22°44′26″E / 45.75747°N 22.74051°E | Încărcați imagine | Raportați eroare |
| 90084.03.05                              | Situl arheologic de la Cerișor - "Peștera Cauce" / ansamblu anonim (Categorie: locuire) (Tip: Locuire)                                                              | sat Cerișor, comuna Lelese                | Peștera Cauce                   | Wietenberg                                   |            | 45°45′27″N 22°44′26″E / 45.75747°N 22.74051°E | Încărcați imagine | Raportați eroare |
| 90084.03.06                              | Situl arheologic de la Cerișor - "Peștera Cauce" / ansamblu anonim (Categorie: locuire) (Tip: Așezare)                                                              | sat Cerișor, comuna Lelese                | Peștera Cauce                   |                                              |            | 45°45′27″N 22°44′26″E / 45.75747°N 22.74051°E | Încărcați imagine | Raportați eroare |
| 88136.02.01                              | Locuirea paleolitică de la Crăciunești - "Peștera Groapa Ursului" / ansamblu anonim (Categorie: locuire civilă) (Tip: Locuire)                                      | sat Crăciunești, comuna Băița             | Peștera Groapa Ursului          |                                              |            |                                               | Încărcați imagine | Raportați eroare |
| 88582.01.01                              | Așezarea neolitică de la Căbești- Țuclă / ansamblu anonim (Categorie: locuire civilă) (Tip: Așezare)                                                                | sat Căbești, comuna Brănișca              | Țuclă                           |                                              |            |                                               | Încărcați imagine | Raportați eroare |
| 86758.01.01                              | Așezarea Turdaș de la Cârjiți / ansamblu anonim (Categorie: locuire civilă) (Tip: Așezare)                                                                          | sat Cârjiți, comuna Cârjiți               |                                 | Turdaș                                       |            |                                               | Încărcați imagine | Raportați eroare |
| 87692.01.01                              | Așezărea din epoca neolitică de la Cărpiniș- Piatra Morii / ansamblu anonim (Categorie: locuire în peșteră) (Tip: Așezare)                                          | sat Cărpiniș, oraș Simeria                | Piatra Morii                    |                                              |            |                                               | Încărcați imagine | Raportați eroare |
| 89259.01.01                              | Așezarea neolitică de la Certeju de Sus / ansamblu anonim (Categorie: locuire civilă) (Tip: Așezare)                                                                | sat Certeju de Sus, comuna Certeju de Sus |                                 |                                              |            |                                               | Încărcați imagine | Raportați eroare |
| 89614.02.01                              | Așezarea eneolitică de la Cigmău - Peștera Prăbușită Besericuța / ansamblu anonim (Categorie: locuire civilă) (Tip: Așezare)                                        | sat Cigmău, oraș Geoagiu                  | Peștera Prăbușită Besericuța    |                                              |            |                                               | Încărcați imagine | Raportați eroare |
| 88485.02.01                              | Așezarea Turdaș de la Chitid- La Plopi / ansamblu anonim (Categorie: locuire civilă) (Tip: Așezare)                                                                 | sat Chitid, comuna Boșorod                | La Plopi                        | Turdaș                                       |            |                                               | Încărcați imagine | Raportați eroare |
| 89847.01.01                              | Așezarea neolitică de la Chimindia / ansamblu anonim (Categorie: locuire civilă) (Tip: Așezare)                                                                     | sat Chimindia, comuna Hărău               |                                 |                                              |            |                                               | Încărcați imagine | Raportați eroare |
| 91287.01.01                              | Așezarea Vinca de la Ciopeia- Ploștina / ansamblu anonim (Categorie: locuire civilă) (Tip: Așezare)                                                                 | sat Ciopeia, comuna Sântămăria-Orlea      | Ploștina                        | Vinča                                        |            |                                               | Încărcați imagine | Raportați eroare |
| 91287.02.01                              | Situl arheologic de la Ciopeia- Maleea / ansamblu anonim (Categorie: locuire civilă) (Tip: Așezare)                                                                 | sat Ciopeia, comuna Sântămăria-Orlea      | Maleea                          | Petrești                                     |            |                                               | Încărcați imagine | Raportați eroare |
| 91287.02.02                              | Situl arheologic de la Ciopeia- Maleea / ansamblu anonim (Categorie: locuire civilă) (Tip: Așezare)                                                                 | sat Ciopeia, comuna Sântămăria-Orlea      | Maleea                          | romană                                       |            |                                               | Încărcați imagine | Raportați eroare |
| 91759.01.01                              | Situl arheologic de la Crăguiș- Locul Uriașilor / ansamblu anonim (Categorie: locuire civilă) (Tip: Așezare)                                                        | sat Crăguiș, comuna General Berthelot     | Locul Uriașilor                 | Petrești                                     |            | 45°37′01″N 22°54′28″E / 45.61692°N 22.90791°E | Încărcați imagine | Raportați eroare |
| 91759.01.02                              | Situl arheologic de la Crăguiș- Locul Uriașilor / ansamblu anonim (Categorie: locuire civilă) (Tip: Așezare)                                                        | sat Crăguiș, comuna General Berthelot     | Locul Uriașilor                 | Turdaș                                       |            | 45°37′01″N 22°54′28″E / 45.61692°N 22.90791°E | Încărcați imagine | Raportați eroare |
| 91759.01.03                              | Situl arheologic de la Crăguiș- Locul Uriașilor / ansamblu anonim (Categorie: locuire civilă) (Tip: Villa rustica)                                                  | sat Crăguiș, comuna General Berthelot     | Locul Uriașilor                 | romană                                       |            | 45°37′01″N 22°54′28″E / 45.61692°N 22.90791°E | Încărcați imagine | Raportați eroare |
| 88136.03.01                              | Situl arheologic de la Crăciunești- Peștera Balogu / ansamblu anonim (Categorie: locuire civilă) (Tip: Așezare în peșteră)                                          | sat Crăciunești, comuna Băița             | Peștera Balogu                  | Coțofeni                                     |            |                                               | Încărcați imagine | Raportați eroare |
| 88136.03.02                              | Situl arheologic de la Crăciunești- Peștera Balogu / ansamblu anonim (Categorie: locuire civilă) (Tip: Așezare în peșteră)                                          | sat Crăciunești, comuna Băița             | Peștera Balogu                  | Wietenberg                                   |            |                                               | Încărcați imagine | Raportați eroare |
| 88136.03.03                              | Situl arheologic de la Crăciunești- Peștera Balogu / ansamblu anonim (Categorie: locuire civilă) (Tip: Așezare)                                                     | sat Crăciunești, comuna Băița             | Peștera Balogu                  |                                              |            |                                               | Încărcați imagine | Raportați eroare |
| 88136.04                                 | Situl arheologic de la Crăciunești- Peștera Balogu / ansamblu anonim (Categorie: locuire civilă) (Tip: Așezare)                                                     | sat Crăciunești, comuna Băița             | Peștera Balogu                  | Starčevo - Criș                              |            |                                               | Încărcați imagine | Raportați eroare |
| 87264.01 (Cod LMI: HD-II-m-A-03304)      | Ruinele turnului (cetate) de pază de la Crivadia / ansamblu anonim (Categorie: fortificație)                                                                        | sat Crivadia, comuna Bănița               |                                 |                                              |            |                                               | Încărcați imagine | Raportați eroare |
| 87264.01.01 (Cod LMI: HD-II-m-A-03304)   | Ruinele turnului (cetate) de pază de la Crivadia / ansamblu anonim (Categorie: fortificație) (Tip: Turn)                                                            | sat Crivadia, comuna Bănița               |                                 | sec. XV                                      |            |                                               | Încărcați imagine | Raportați eroare |
| 87371.01.01 (Cod LMI: HD-II-m-A-03303)   | Situl Bisericii "Adormirea Maicii Domnului", din Crișcior / ansamblu Biserica "Adormirea Maicii Domnului" (Categorie: structură de cult/religioasă) (Tip: Biserică) | sat Crișcior, comuna Crișcior             |                                 | sec. XIII-XIV                                |            |                                               | Încărcați imagine | Raportați eroare |
| 87371.01.02 (Cod LMI: HD-II-m-A-03303)   | Situl Bisericii "Adormirea Maicii Domnului", din Crișcior / ansamblu anonim (Categorie: structură de cult/religioasă) (Tip: Biserică)                               | sat Crișcior, comuna Crișcior             |                                 | a doua jum.a sec. XIV-prima jum. XV          |            |                                               | Încărcați imagine | Raportați eroare |
| 87371.01.03 (Cod LMI: HD-II-m-A-03303)   | Situl Bisericii "Adormirea Maicii Domnului", din Crișcior / ansamblu anonim (Categorie: structură de cult/religioasă) (Tip: Biserică)                               | sat Crișcior, comuna Crișcior             |                                 | 1848-1849                                    |            |                                               | Încărcați imagine | Raportați eroare |
| 87371.01.04 (Cod LMI: HD-II-m-A-03303)   | Situl Bisericii "Adormirea Maicii Domnului", din Crișcior / ansamblu anonim (Categorie: structură de cult/religioasă) (Tip: Morminte)                               | sat Crișcior, comuna Crișcior             |                                 | sec. XVI-XVII                                |            |                                               | Încărcați imagine | Raportați eroare |
| 87433.02.01                              | Situl arheologic de la Călan-La podină / ansamblu anonim (Categorie: așezare) (Tip: Așezare)                                                                        | oraș Călan                                | La Podină                       | Starčevo - Criș                              |            |                                               | Încărcați imagine | Raportați eroare |
| 87433.02.0.2                             | Situl arheologic de la Călan-La podină / ansamblu anonim (Categorie: așezare) (Tip: Așezare)                                                                        | oraș Călan                                | La Podină                       | Vinča - Turdaș                               |            |                                               | Încărcați imagine | Raportați eroare |
| 86954.03.01                              | Situl arheologic de la Cinchiș-Cerna- lac Cinciș / ansamblu anonim (Categorie: locuire) (Tip: Așezare)                                                              | sat Cinciș-Cerna, comuna Teliucu Inferior | lac Cinciș                      | Coțofeni                                     |            |                                               | Încărcați imagine | Raportați eroare |
| 86954.03.02                              | Situl arheologic de la Cinchiș-Cerna- lac Cinciș / ansamblu anonim (Categorie: locuire) (Tip: așezare)                                                              | sat Cinciș-Cerna, comuna Teliucu Inferior | lac Cinciș                      |                                              |            |                                               | Încărcați imagine | Raportați eroare |
| 86954.03.03                              | Situl arheologic de la Cinchiș-Cerna- lac Cinciș / ansamblu anonim (Categorie: locuire) (Tip: așezare)                                                              | sat Cinciș-Cerna, comuna Teliucu Inferior | lac Cinciș                      |                                              |            |                                               | Încărcați imagine | Raportați eroare |
| 86954.03.04                              | Situl arheologic de la Cinchiș-Cerna- lac Cinciș / ansamblu anonim (Categorie: locuire) (Tip: așezare)                                                              | sat Cinciș-Cerna, comuna Teliucu Inferior | lac Cinciș                      |                                              |            |                                               | Încărcați imagine | Raportați eroare |
| 86954.03.05                              | Situl arheologic de la Cinchiș-Cerna- lac Cinciș / ansamblu anonim (Categorie: locuire) (Tip: Așezare)                                                              | sat Cinciș-Cerna, comuna Teliucu Inferior | lac Cinciș                      |                                              |            |                                               | Încărcați imagine | Raportați eroare |
| 88582.03.01                              | Villa rustica de la Căbești / ansamblu anonim (Categorie: construcție) (Tip: Villa rustica)                                                                         | sat Căbești, comuna Brănișca              |                                 | romană                                       |            |                                               | Încărcați imagine | Raportați eroare |
| 87433.03.01                              | Situl arheologic de la Călan- Măgura Călanului / ansamblu anonim (Categorie: locuire) (Tip: Așezare)                                                                | oraș Călan                                | Măgura Călanului                | Coțofeni                                     |            | 45°46′11″N 23°04′04″E / 45.76974°N 23.06779°E | Încărcați imagine | Raportați eroare |
| 87433.03.02                              | Situl arheologic de la Călan- Măgura Călanului / ansamblu anonim (Categorie: locuire) (Tip: exploatare)                                                             | oraș Călan                                | Măgura Călanului                | dacică                                       |            | 45°46′11″N 23°04′04″E / 45.76974°N 23.06779°E | Încărcați imagine | Raportați eroare |
| 87772.02.01                              | Exploatarea din epoca romană de la Căraci- Valea Șteampurilor / ansamblu anonim (Categorie: carieră/mine) (Tip: exploatare)                                         | sat Caraci, comuna Baia de Criș           | Valea Șteampurilor              | romană                                       |            | 46°09′21″N 22°41′06″E / 46.15597°N 22.68507°E | Încărcați imagine | Raportați eroare |
| 89721.02.01                              | Situl arheologic de la Cărmăzănești- Peștera D1 / ansamblu anonim (Categorie: locuire) (Tip: Așezare în peșteră)                                                    | sat Cărmăzănești, comuna Gurasada         | Peștera D1                      | Coțofeni                                     |            |                                               | Încărcați imagine | Raportați eroare |
| 89721.02.02                              | Situl arheologic de la Cărmăzănești- Peștera D1 / ansamblu anonim (Categorie: locuire) (Tip: Așezare în peșteră)                                                    | sat Cărmăzănești, comuna Gurasada         | Peștera D1                      | Balta Sărată                                 |            |                                               | Încărcați imagine | Raportați eroare |
| 89721.03.01                              | Situl arheologic de la Cărmăzănești- Peștera D3 / ansamblu anonim (Categorie: locuire) (Tip: Așezare în peșteră)                                                    | sat Cărmăzănești, comuna Gurasada         | Peștera D3                      | Coțofeni                                     |            |                                               | Încărcați imagine | Raportați eroare |
| 89721.03.02                              | Situl arheologic de la Cărmăzănești- Peștera D3 / ansamblu anonim (Categorie: locuire) (Tip: Așezare în peșteră)                                                    | sat Cărmăzănești, comuna Gurasada         | Peștera D3                      |                                              |            |                                               | Încărcați imagine | Raportați eroare |
| 87692.02.01                              | Așezarea din epoca bronzului de la Cărpiniș- Comoara / ansamblu anonim (Categorie: locuire) (Tip: Așezare)                                                          | sat Cărpiniș, oraș Simeria                | Comoara                         | Șoimiș                                       |            |                                               | Încărcați imagine | Raportați eroare |
| 87692.03.01                              | Cariera de epocă romană de la Cărpiniș / ansamblu anonim (Categorie: exploatare/carieră) (Tip: Carieră de piatră)                                                   | sat Cărpiniș, oraș Simeria                |                                 | romană                                       |            |                                               | Încărcați imagine | Raportați eroare |
| 91848.02.01                              | Așezarea din epoca bronzului de la Căzănești- Târsa / ansamblu anonim (Categorie: locuire) (Tip: Așezare)                                                           | sat Căzănești, comuna Vața de Jos         | Târsa                           | Șoimuș                                       |            |                                               | Încărcați imagine | Raportați eroare |
| 91848.03.01                              | Exploatarea medievală de cupru de la Căzănești / ansamblu anonim (Categorie: exploatare/carieră) (Tip: exploatare)                                                  | sat Căzănești, comuna Vața de Jos         |                                 |                                              |            |                                               | Încărcați imagine | Raportați eroare |
| 89749.02.01                              | Așezarea Wietenberg de la Câmpuri-Surduc / ansamblu anonim (Categorie: locuire) (Tip: Așezare)                                                                      | sat Câmpuri-Surduc, comuna Gurasada       |                                 | Wietenberg                                   |            |                                               | Încărcați imagine | Raportați eroare |
| 86758.02.01                              | Situl arheologic de la Cârjiți- La Grohote / ansamblu anonim (Categorie: locuire) (Tip: Așezare)                                                                    | sat Cârjiți, comuna Cârjiți               | La Grohote                      | Coțofeni                                     |            |                                               | Încărcați imagine | Raportați eroare |
| 86758.02.02                              | Situl arheologic de la Cârjiți- La Grohote / ansamblu anonim (Categorie: locuire) (Tip: Așezare)                                                                    | sat Cârjiți, comuna Cârjiți               | La Grohote                      | Șoimuș                                       |            |                                               | Încărcați imagine | Raportați eroare |
| 86758.02.03                              | Situl arheologic de la Cârjiți- La Grohote / ansamblu anonim (Categorie: locuire) (Tip: Așezare)                                                                    | sat Cârjiți, comuna Cârjiți               | La Grohote                      | Wietenberg                                   |            |                                               | Încărcați imagine | Raportați eroare |
| 86758.03.01                              | Situl arheologic de la Cârjiți- Dâmbovița / ansamblu anonim (Categorie: locuire) (Tip: Așezare)                                                                     | sat Cârjiți, comuna Cârjiți               | Dâmbovița                       | romană                                       |            |                                               | Încărcați imagine | Raportați eroare |
| 86758.03.02                              | Situl arheologic de la Cârjiți- Dâmbovița / ansamblu anonim (Categorie: locuire) (Tip: Carieră de piatră)                                                           | sat Cârjiți, comuna Cârjiți               | Dâmbovița                       | romană                                       |            |                                               | Încărcați imagine | Raportați eroare |
| 91642.01.01                              | Villa rustica de la Cârnești- Mezeiniță / ansamblu anonim (Categorie: construcție) (Tip: Villa rustica)                                                             | sat Cârnești, comuna Totești              | Mezeiniță                       | romană                                       |            | 45°32′50″N 22°51′26″E / 45.54726°N 22.85732°E | Încărcați imagine | Raportați eroare |
| 91642.02.01                              | Biserica medievală de la Cârnești / ansamblu anonim (Categorie: construcție cult) (Tip: biserică)                                                                   | sat Cârnești, comuna Totești              |                                 | sec. XV-XVI                                  |            | 45°33′01″N 22°51′38″E / 45.55038°N 22.86058°E | Încărcați imagine | Raportați eroare |
| 90084.04.01                              | Așezarea Coțofeni din Peștera nr. 3 de la Cerișor / ansamblu anonim (Categorie: locuire) (Tip: Locuire în peșteră)                                                  | sat Cerișor, comuna Lelese                | Peștera nr. 3                   | Coțofeni                                     |            | 45°45′56″N 22°45′29″E / 45.76551°N 22.7581°E  | Încărcați imagine | Raportați eroare |
| 90084.05.01                              | Așezarea Coțofeni din de la Cerișor - Peștera nr. 4 / ansamblu anonim (Categorie: locuire) (Tip: Locuire în peșteră)                                                | sat Cerișor, comuna Lelese                | Peștera nr. 4                   | Coțofeni                                     |            | 45°44′02″N 22°46′21″E / 45.73383°N 22.77241°E | Încărcați imagine | Raportați eroare |
| 90084.06.01                              | Situl arheologic de la Cerișor- La Pârloage / ansamblu anonim (Categorie: locuire) (Tip: Așezare)                                                                   | sat Cerișor, comuna Lelese                | La Pârloage                     | Coțofeni                                     |            | 45°44′59″N 22°46′54″E / 45.74965°N 22.78159°E | Încărcați imagine | Raportați eroare |
| 90084.06.02                              | Situl arheologic de la Cerișor- La Pârloage / ansamblu anonim (Categorie: locuire) (Tip: Așezare)                                                                   | sat Cerișor, comuna Lelese                | La Pârloage                     | Wietenberg                                   |            | 45°44′59″N 22°46′54″E / 45.74965°N 22.78159°E | Încărcați imagine | Raportați eroare |
| 86776.02.01                              | Așezarea Coțofeni de la Chergheș- Peștera Măgura / ansamblu anonim (Categorie: locuire) (Tip: Locuire în peșteră)                                                   | sat Chergheș, comuna Cârjiți              | Peștera Măgura                  | Coțofeni                                     |            | 45°50′59″N 22°47′26″E / 45.84966°N 22.79051°E | Încărcați imagine | Raportați eroare |
| 89847.02.01                              | Așezarea Coțofeni de la Chimindia / ansamblu anonim (Categorie: locuire) (Tip: Așezare)                                                                             | sat Chimindia, comuna Hărău               |                                 | Coțofeni                                     |            |                                               | Încărcați imagine | Raportați eroare |
| 89847.03.01                              | Așezarea din epoca romană de la Chimindia / ansamblu anonim (Categorie: locuire) (Tip: Așezare)                                                                     | sat Chimindia, comuna Hărău               |                                 | romană                                       |            |                                               | Încărcați imagine | Raportați eroare |
| 88494.03.01                              | Așezarea hallstattiană de la Cioclovina- Peștera Suspendată / ansamblu anonim (Categorie: locuire) (Tip: Locuire în peșteră)                                        | sat Ciclovina, comuna Boșorod             | Peștera Suspendată              |                                              |            |                                               | Încărcați imagine | Raportați eroare |
| 88494.04.01                              | Fortificația dacică de la Cioclovina- Ponorici / ansamblu anonim (Categorie: fortificație) (Tip: fortificație)                                                      | sat Ciclovina, comuna Boșorod             | Ponorici                        | dacică                                       |            |                                               | Încărcați imagine | Raportați eroare |
| 88494.04.02                              | Fortificația dacică de la Cioclovina- Ponorici / ansamblu anonim (Categorie: fortificație) (Tip: Castru)                                                            | sat Ciclovina, comuna Boșorod             | Ponorici                        |                                              |            |                                               | Încărcați imagine | Raportați eroare |
| 89614.03.01                              | Vicus-ul militar roman de la Cigmău- Luncă / ansamblu anonim (Categorie: locuire) (Tip: Vicus)                                                                      | sat Cigmău, oraș Geoagiu                  | Luncă                           | romană                                       |            |                                               | Încărcați imagine | Raportați eroare |
| 89614.04.01                              | Așezarea romană de la Cigmău- Pedeapsă / ansamblu anonim (Categorie: locuire) (Tip: Așezare)                                                                        | sat Cigmău, oraș Geoagiu                  | Pedeapsă                        | romană                                       |            |                                               | Încărcați imagine | Raportați eroare |
| 91287.03.01                              | Așezarea Coțofeni de la Ciopeia- Purcărețu / ansamblu anonim (Categorie: locuire) (Tip: așezare)                                                                    | sat Ciopeia, comuna Sântămăria-Orlea      | Purcărețu                       | Coțofeni                                     |            | 45°33′29″N 23°00′16″E / 45.55804°N 23.00449°E | Încărcați imagine | Raportați eroare |
| 91287.04.01                              | Biserica de lemn de la Ciopeia / ansamblu anonim (Categorie: construcție cult) (Tip: biserică)                                                                      | sat Ciopeia, comuna Sântămăria-Orlea      |                                 | sec. XVII                                    |            |                                               | Încărcați imagine | Raportați eroare |
| 90752.01.01                              | Situl arheologic de la Ciula Mare / ansamblu anonim (Categorie: locuire) (Tip: Așezare)                                                                             | sat Ciula Mare, comuna Răchitova          |                                 | Coțofeni                                     |            |                                               | Încărcați imagine | Raportați eroare |
| 90752.01.02                              | Situl arheologic de la Ciula Mare / ansamblu anonim (Categorie: locuire) (Tip: Așezare)                                                                             | sat Ciula Mare, comuna Răchitova          |                                 |                                              |            |                                               | Încărcați imagine | Raportați eroare |
| 90752.02.01                              | Biserica medievală de la Ciula Mare / ansamblu anonim (Categorie: construcție de cult) (Tip: biserică)                                                              | sat Ciula Mare, comuna Răchitova          |                                 | sec.XVII                                     |            |                                               | Încărcați imagine | Raportați eroare |
| 90468.02.01                              | Așezarea preistorică de la Ciulpăz / ansamblu anonim (Categorie: locuire) (Tip: Așezare)                                                                            | sat Ciulpăz, comuna Pestișu Mic           |                                 |                                              |            |                                               | Încărcați imagine | Raportați eroare |
| 91018.01.01                              | Situl arheologic de la Ciungu Mare- Valea Rea / ansamblu anonim (Categorie: locuire) (Tip: Așezare)                                                                 | sat Ciungu Mare, comuna Romos             | Valea Rea                       | Coțofeni                                     |            |                                               | Încărcați imagine | Raportați eroare |
| 91018.01.03                              | Situl arheologic de la Ciungu Mare- Valea Rea / ansamblu anonim (Categorie: locuire) (Tip: Așezare)                                                                 | sat Ciungu Mare, comuna Romos             | Valea Rea                       | Wietenberg                                   |            |                                               | Încărcați imagine | Raportați eroare |
| 90903.01.01                              | Fortificația dacică de la Clopotiva- Vârful Pietrei / ansamblu anonim (Categorie: fortificație) (Tip: Fortificație)                                                 | sat Clopotiva, comuna Râu de Mori         | Vârful Pietrei                  | dacică                                       |            |                                               | Încărcați imagine | Raportați eroare |
| 90903.02.01                              | Villa rustica de la Clopotiva- Gruniul Măgurii / ansamblu anonim (Categorie: construcție) (Tip: Villa rustica)                                                      | sat Clopotiva, comuna Râu de Mori         | Gruniul Măgurii                 | romană                                       |            |                                               | Încărcați imagine | Raportați eroare |
| 90903.03.01                              | Apeductul roman de la Clopotiva / ansamblu anonim (Categorie: construcție) (Tip: Apeduct)                                                                           | sat Clopotiva, comuna Râu de Mori         |                                 | romană                                       |            |                                               | Încărcați imagine | Raportați eroare |
| 90903.04.01 (Cod LMI: HD-II-m-A-03299)   | Situl bisericii "Sf. Ioan Botezătorul" de la Clopotiva / ansamblu anonim (Categorie: construcție cult) (Tip: biserică)                                              | sat Clopotiva, comuna Râu de Mori         |                                 | sec. XIV                                     |            |                                               | Încărcați imagine | Raportați eroare |
| 90903.04.02 (Cod LMI: HD-II-m-A-03299)   | Situl bisericii "Sf. Ioan Botezătorul" de la Clopotiva / ansamblu anonim (Categorie: construcție cult) (Tip: Biserică)                                              | sat Clopotiva, comuna Râu de Mori         |                                 | sec. XVIII - XIX                             |            |                                               | Încărcați imagine | Raportați eroare |
| 91134.01.01                              | Biserica medievală de la Coroiești / ansamblu anonim (Categorie: construcție de cult) (Tip: biserică)                                                               | sat Coroiești, comuna Sălașu de Sus       |                                 | sec. XVI                                     |            | 45°28′57″N 22°59′54″E / 45.48263°N 22.9983°E  | Încărcați imagine | Raportați eroare |
| 90379.07.01                              | Așezarea dacică de la Costești- Dârlău / ansamblu anonim (Categorie: locuire) (Tip: Așezare)                                                                        | sat Costești, comuna Orăștioara de Sus    | Dârlău                          | dacică                                       |            |                                               | Încărcați imagine | Raportați eroare |
| 90379.08.01                              | Așezarea dacică de la Costești- Merișorul / ansamblu anonim (Categorie: locuire) (Tip: Așezare)                                                                     | sat Costești, comuna Orăștioara de Sus    | Merișorul                       | dacică                                       |            |                                               | Încărcați imagine | Raportați eroare |
| 90379.09.01                              | Așezarea dacică de la Costești- Părul / ansamblu anonim (Categorie: locuire) (Tip: Așezare)                                                                         | sat Costești, comuna Orăștioara de Sus    | Părul                           | dacică                                       |            |                                               | Încărcați imagine | Raportați eroare |
| 90379.10.01                              | Așezarea dacică de la Costești- Școala din deal / ansamblu anonim (Categorie: locuire) (Tip: Așezare)                                                               | sat Costești, comuna Orăștioara de Sus    | Școala din deal                 | dacică                                       |            |                                               | Încărcați imagine | Raportați eroare |
| 90379.11.01                              | Situl arheologic de la Costești- Coșman / ansamblu anonim (Categorie: locuire) (Tip: Așezare)                                                                       | sat Costești, comuna Orăștioara de Sus    | Coșman                          | elenistica                                   |            |                                               | Încărcați imagine | Raportați eroare |
| 90379.11.02                              | Situl arheologic de la Costești- Coșman / ansamblu anonim (Categorie: locuire) (Tip: Așezare)                                                                       | sat Costești, comuna Orăștioara de Sus    | Coșman                          | dacică                                       |            |                                               | Încărcați imagine | Raportați eroare |
| 90379.12.01                              | Așezarea dacică de la Costești- Biserică / ansamblu anonim (Categorie: locuire) (Tip: așezare)                                                                      | sat Costești, comuna Orăștioara de Sus    | Biserică                        | dacică                                       |            | 45°42′11″N 23°09′57″E / 45.70317°N 23.16573°E | Încărcați imagine | Raportați eroare |
| 90379.13.01                              | Așezarea dacică de la Costești- La Curți / ansamblu anonim (Categorie: locuire) (Tip: Așezare)                                                                      | sat Costești, comuna Orăștioara de Sus    | La Curți                        | dacică                                       |            | 45°40′52″N 23°09′47″E / 45.68107°N 23.16303°E | Încărcați imagine | Raportați eroare |
| 90379.14.01                              | Așezarea dacică de la Costești- Dosul Beliei / ansamblu anonim (Categorie: locuire) (Tip: Așezare)                                                                  | sat Costești, comuna Orăștioara de Sus    | Dosul Beliei                    | dacică                                       |            |                                               | Încărcați imagine | Raportați eroare |
| 90379.15.01                              | Așezarea dacică de la Costești- Pârâul Pădișelului / ansamblu anonim (Categorie: locuire) (Tip: Așezare)                                                            | sat Costești, comuna Orăștioara de Sus    | Pârâul Pădișelului              | dacică                                       |            |                                               | Încărcați imagine | Raportați eroare |
| 90379.16.01                              | Așezarea dacică de la Costești- Șesul Crucii Rușilor / ansamblu anonim (Categorie: locuire) (Tip: Așezare)                                                          | sat Costești, comuna Orăștioara de Sus    | Șesul Crucii Rușilor            | dacică                                       |            |                                               | Încărcați imagine | Raportați eroare |
| 90379.17.01                              | Așezarea dacică de la Costești- Valea Bărcii / ansamblu anonim (Categorie: locuire) (Tip: Așezare)                                                                  | sat Costești, comuna Orăștioara de Sus    | Valea Bărcii                    | dacică                                       |            |                                               | Încărcați imagine | Raportați eroare |
| 90379.18.01                              | Așezarea dacică de la Costești- Poalele Ciocuței / ansamblu anonim (Categorie: locuire) (Tip: Așezare)                                                              | sat Costești, comuna Orăștioara de Sus    | Poalele Ciocuței                | dacică                                       |            |                                               | Încărcați imagine | Raportați eroare |
| 90379.19.01                              | Așezarea dacică de la Costești- Fețele Belinii / ansamblu anonim (Categorie: locuire) (Tip: Așezare)                                                                | sat Costești, comuna Orăștioara de Sus    | Fețele Belinii                  | dacică                                       |            |                                               | Încărcați imagine | Raportați eroare |
| 90379.20.01                              | Așezarea dacică de la Costești- Ursoaia / ansamblu anonim (Categorie: locuire) (Tip: Așezare)                                                                       | sat Costești, comuna Orăștioara de Sus    | Ursoaia                         | dacică                                       |            |                                               | Încărcați imagine | Raportați eroare |
| 90379.21.01                              | Așezarea dacică de la Costești- Fața Jianului / ansamblu anonim (Categorie: locuire) (Tip: așezare)                                                                 | sat Costești, comuna Orăștioara de Sus    | Fața Jianului                   | dacică                                       |            |                                               | Încărcați imagine | Raportați eroare |
| 90379.21.02                              | Așezarea dacică de la Costești- Fața Jianului / ansamblu anonim (Categorie: locuire) (Tip: Atelier)                                                                 | sat Costești, comuna Orăștioara de Sus    | Fața Jianului                   | dacică                                       |            |                                               | Încărcați imagine | Raportați eroare |
| 90379.22.01                              | Așezarea dacică de la Costești- Curmătura Tocaciului / ansamblu anonim (Categorie: locuire) (Tip: Așezare)                                                          | sat Costești, comuna Orăștioara de Sus    | Curmătura Tocaciului            | dacică                                       |            |                                               | Încărcați imagine | Raportați eroare |
| 90379.23.01                              | Turnul dacic de la Costești- Șesul Ciorii / ansamblu anonim (Categorie: fortificație) (Tip: Turn)                                                                   | sat Costești, comuna Orăștioara de Sus    | Șesul Ciorii                    | dacică                                       |            |                                               | Încărcați imagine | Raportați eroare |
| 90379.24.01                              | Turnul de pază dacic de la Costești- Ciocuța / ansamblu anonim (Categorie: fortificație) (Tip: Turn)                                                                | sat Costești, comuna Orăștioara de Sus    | Ciocuța                         | dacică                                       |            | 45°40′46″N 23°09′14″E / 45.67932°N 23.15383°E | Încărcați imagine | Raportați eroare |
| 90379.25.01                              | Așezarea dacică de la Costești- Șesul Iezilor / ansamblu anonim (Categorie: locuire) (Tip: Așezare)                                                                 | sat Costești, comuna Orăștioara de Sus    | Șesul Iezilor                   | dacică                                       |            |                                               | Încărcați imagine | Raportați eroare |
| 90379.26.01                              | Așezarea dacică de la Costești- Pietroasa / ansamblu anonim (Categorie: locuire) (Tip: Așezare)                                                                     | sat Costești, comuna Orăștioara de Sus    | Pietroasa                       | dacică                                       |            |                                               | Încărcați imagine | Raportați eroare |
| 90379.27.01                              | Situl arheologic de la Costești- Dosul Brăiței / ansamblu anonim (Categorie: fortificație) (Tip: Așezare)                                                           | sat Costești, comuna Orăștioara de Sus    | Dosul Brăiței                   | Coțofeni                                     |            |                                               | Încărcați imagine | Raportați eroare |
| 90379.27.02                              | Situl arheologic de la Costești- Dosul Brăiței / ansamblu anonim (Categorie: fortificație) (Tip: Turn)                                                              | sat Costești, comuna Orăștioara de Sus    | Dosul Brăiței                   | dacică                                       |            |                                               | Încărcați imagine | Raportați eroare |
| 90379.28.01                              | Așezarea dacică de la Costești- Laz / ansamblu anonim (Categorie: locuire) (Tip: Așezare)                                                                           | sat Costești, comuna Orăștioara de Sus    | Laz                             | dacică                                       |            |                                               | Încărcați imagine | Raportați eroare |
| 88699.01.01                              | Așezarea Coțofeni de la Covragiu / ansamblu anonim (Categorie: locuire) (Tip: Așezare)                                                                              | sat Covragiu, comuna Bretea Română        |                                 | Coțofeni                                     |            |                                               | Încărcați imagine | Raportați eroare |
| 86785.02.01                              | Așezarea Coțofeni de la Cozia- Cota +686 / ansamblu anonim (Categorie: locuire) (Tip: Așezare)                                                                      | sat Cozia, comuna Cârjiți                 | Cota +686                       | Coțofeni                                     |            |                                               | Încărcați imagine | Raportați eroare |
| 86785.03.01                              | Situl arheologic de la Cozia- Dealul Mișoveț / ansamblu anonim (Categorie: locuire) (Tip: Așezare)                                                                  | sat Cozia, comuna Cârjiți                 | Dealul Mișoveț                  | Coțofeni                                     |            |                                               | Încărcați imagine | Raportați eroare |
| 86785.03.02                              | Situl arheologic de la Cozia- Dealul Mișoveț / ansamblu anonim (Categorie: locuire) (Tip: Așezare)                                                                  | sat Cozia, comuna Cârjiți                 | Dealul Mișoveț                  | Wietenberg                                   |            |                                               | Încărcați imagine | Raportați eroare |
| 88136.04.01                              | Situl arheologic de la Crăciunești- Peștera Zidul de Sus II / ansamblu anonim (Categorie: locuire) (Tip: Așezare)                                                   | sat Crăciunești, comuna Băița             | Peștera Zidul de Sus II         |                                              |            |                                               | Încărcați imagine | Raportați eroare |
| 88136.04.02                              | Situl arheologic de la Crăciunești- Peștera Zidul de Sus II / ansamblu anonim (Categorie: locuire) (Tip: Așezare)                                                   | sat Crăciunești, comuna Băița             | Peștera Zidul de Sus II         | Coțofeni                                     |            |                                               | Încărcați imagine | Raportați eroare |
| 88136.04.03                              | Situl arheologic de la Crăciunești- Peștera Zidul de Sus II / ansamblu anonim (Categorie: locuire) (Tip: Așezare)                                                   | sat Crăciunești, comuna Băița             | Peștera Zidul de Sus II         | Wietenberg                                   |            |                                               | Încărcați imagine | Raportați eroare |
| 88136.04.04                              | Situl arheologic de la Crăciunești- Peștera Zidul de Sus II / ansamblu anonim (Categorie: locuire) (Tip: Așezare)                                                   | sat Crăciunești, comuna Băița             | Peștera Zidul de Sus II         | sec. VII-IX                                  |            |                                               | Încărcați imagine | Raportați eroare |
| 88136.06.01                              | Așezare rurală romană de la Crăciunești / ansamblu anonim (Categorie: locuire) (Tip: Așezare)                                                                       | sat Crăciunești, comuna Băița             |                                 | romană                                       |            |                                               | Încărcați imagine | Raportați eroare |
| 88136.05.01                              | Minele de aur de la Crăciunești / ansamblu anonim (Categorie: exploatare/carieră) (Tip: Mină)                                                                       | sat Crăciunești, comuna Băița             |                                 | romană                                       |            |                                               | Încărcați imagine | Raportați eroare |
| 91759.02.01                              | Situl arheologic de la Crăguiș- Holda lui Bolduș / ansamblu anonim (Categorie: locuire) (Tip: Așezare)                                                              | sat Crăguiș, comuna General Berthelot     | Holda lui Bolduș                | Petrești                                     |            | 45°37′17″N 22°54′15″E / 45.62134°N 22.90427°E | Încărcați imagine | Raportați eroare |
| 91759.02.02                              | Situl arheologic de la Crăguiș- Holda lui Bolduș / ansamblu anonim (Categorie: locuire) (Tip: Villa rustica)                                                        | sat Crăguiș, comuna General Berthelot     | Holda lui Bolduș                | romană                                       |            | 45°37′17″N 22°54′15″E / 45.62134°N 22.90427°E | Încărcați imagine | Raportați eroare |
| 91759.02.03                              | Situl arheologic de la Crăguiș- Holda lui Bolduș / ansamblu anonim (Categorie: locuire) (Tip: Așezare)                                                              | sat Crăguiș, comuna General Berthelot     | Holda lui Bolduș                |                                              |            | 45°37′17″N 22°54′15″E / 45.62134°N 22.90427°E | Încărcați imagine | Raportați eroare |
| 86730.01.01                              | Așezarea Coțofeni de la Cristur- Coasta Buciumului / ansamblu anonim (Categorie: locuire) (Tip: Așezare)                                                            | sat Cristur, municipiul Deva              | Coasta Buciumului               | Coțofeni                                     |            |                                               | Încărcați imagine | Raportați eroare |
| 90823.01.01                              | Complexul mănăstirii Vaca de la Crișan / ansamblu anonim (Categorie: construcție cult) (Tip: Complex de cult)                                                       | sat Crișan, comuna Ribița                 |                                 | sec. XVI-XVIII                               |            | 46°10′14″N 22°46′46″E / 46.17064°N 22.77955°E | Încărcați imagine | Raportați eroare |
| 87371.02.01                              | Exploatarea auriferă de la Crișcior / ansamblu anonim (Categorie: exploatare/carieră) (Tip: Mină)                                                                   | sat Crișcior, comuna Crișcior             |                                 | romană                                       |            |                                               | Încărcați imagine | Raportați eroare |
| 87371.02.02                              | Exploatarea auriferă de la Crișcior / ansamblu anonim (Categorie: exploatare/carieră) (Tip: Mină)                                                                   | sat Crișcior, comuna Crișcior             |                                 |                                              |            |                                               | Încărcați imagine | Raportați eroare |
| 87371.02.03                              | Exploatarea auriferă de la Crișcior / ansamblu anonim (Categorie: exploatare/carieră) (Tip: Mină)                                                                   | sat Crișcior, comuna Crișcior             |                                 |                                              |            |                                               | Încărcați imagine | Raportați eroare |
| 87264.02.01                              | Situl arheologic de la Crivadia- Peștera Gaura Oanei / ansamblu anonim (Categorie: locuire) (Tip: Așezare)                                                          | sat Crivadia, comuna Bănița               | Gaura Oanei                     | Coțofeni                                     |            |                                               | Încărcați imagine | Raportați eroare |
| 87264.02.02                              | Situl arheologic de la Crivadia- Peștera Gaura Oanei / ansamblu anonim (Categorie: locuire) (Tip: Așezare)                                                          | sat Crivadia, comuna Bănița               | Gaura Oanei                     | dacică                                       |            |                                               | Încărcați imagine | Raportați eroare |
| 88298.03.01                              | Situl arheologic de la Cucuiș- În grădina lui Dumitrescu Vanea / ansamblu anonim (Categorie: locuire) (Tip: Așezare)                                                | sat Cucuiș, comuna Beriu                  | În grădina lui Dumitrescu Vanea |                                              |            |                                               | Încărcați imagine | Raportați eroare |
| 88298.03.02                              | Situl arheologic de la Cucuiș- În grădina lui Dumitrescu Vanea / ansamblu anonim (Categorie: locuire) (Tip: Așezare)                                                | sat Cucuiș, comuna Beriu                  | În grădina lui Dumitrescu Vanea | dacică                                       |            |                                               | Încărcați imagine | Raportați eroare |
| 88298.04.01                              | Așezarea dacică fortificată de la Cucuiș- Vârful Berianului / ansamblu anonim (Categorie: fortificație) (Tip: Așezare fortificată)                                  | sat Cucuiș, comuna Beriu                  | Vârful Berianului               | dacică                                       |            |                                               | Încărcați imagine | Raportați eroare |
| 88298.05.01                              | Așezarea dacică de la Cucuiș- Muchea Cetății / ansamblu anonim (Categorie: locuire) (Tip: Așezare)                                                                  | sat Cucuiș, comuna Beriu                  | Muchea Cetății                  | dacică                                       |            |                                               | Încărcați imagine | Raportați eroare |
| 88298.06.01                              | Așezarea dacică de la Cucuiș- La Dos / ansamblu anonim (Categorie: locuire) (Tip: Așezare)                                                                          | sat Cucuiș, comuna Beriu                  | La Dos                          | dacică                                       |            |                                               | Încărcați imagine | Raportați eroare |
| 88298.07.01                              | Așezarea dacică de la Cucuiș- Padeșu de Sus / ansamblu anonim (Categorie: locuire) (Tip: vatră)                                                                     | sat Cucuiș, comuna Beriu                  | Padeșu de Sus                   | dacică                                       |            |                                               | Încărcați imagine | Raportați eroare |
| 88298.08.01                              | Așezarea dacică de la Cucuiș- Dealul Suciului / ansamblu anonim (Categorie: locuire) (Tip: Așezare)                                                                 | sat Cucuiș, comuna Beriu                  | Dealul Suciului                 | dacică                                       |            |                                               | Încărcați imagine | Raportați eroare |
| 88298.09.01                              | Așezarea dacică de la Cucuiș- Pietrele Caprei / ansamblu anonim (Categorie: locuire) (Tip: Așezare)                                                                 | sat Cucuiș, comuna Beriu                  | Pietrele Caprei                 | dacică                                       |            |                                               | Încărcați imagine | Raportați eroare |
| 88298.10.01                              | Așezarea dacică de le Cucuiș- Cărbunari / ansamblu anonim (Categorie: locuire) (Tip: Așezare)                                                                       | sat Cucuiș, comuna Beriu                  | Cărbunari                       | dacică                                       |            |                                               | Încărcați imagine | Raportați eroare |
| 88298.11.01                              | Așezare dacică de la Cucuiș- Cetățuia / ansamblu anonim (Categorie: locuire) (Tip: Așezare)                                                                         | sat Cucuiș, comuna Beriu                  | Cetățuia                        | dacică                                       |            |                                               | Încărcați imagine | Raportați eroare |
| 88298.12.01                              | Situl arheologic de la Cucuiș- Glăjărie / ansamblu anonim (Categorie: locuire) (Tip: cuptoare)                                                                      | sat Cucuiș, comuna Beriu                  | Glăjărie                        | sec. XIX                                     |            |                                               | Încărcați imagine | Raportați eroare |
| 88298.12.02                              | Situl arheologic de la Cucuiș- Glăjărie / ansamblu anonim (Categorie: locuire) (Tip: Așezare)                                                                       | sat Cucuiș, comuna Beriu                  | Glăjărie                        | dacică                                       |            |                                               | Încărcați imagine | Raportați eroare |
| 86954.04.01                              | Situl arheologic de la Cinciș-Cerna- Motel / ansamblu anonim (Categorie: locuire) (Tip: așezare)                                                                    | sat Cinciș-Cerna, comuna Teliucu Inferior | Motel                           | Coțofeni                                     |            | 45°41′48″N 22°52′22″E / 45.69673°N 22.87266°E | Încărcați imagine | Raportați eroare |
| 86954.04.02                              | Situl arheologic de la Cinciș-Cerna- Motel / ansamblu anonim (Categorie: locuire) (Tip: Locuire)                                                                    | sat Cinciș-Cerna, comuna Teliucu Inferior | Motel                           | dacică                                       |            | 45°41′48″N 22°52′22″E / 45.69673°N 22.87266°E | Încărcați imagine | Raportați eroare |
| 87772.03.01                              | Exploatarea din epoca romană de la Căraci- Adamul Nou / ansamblu anonim (Categorie: carieră/mine) (Tip: așezare minieră)                                            | sat Caraci, comuna Baia de Criș           | Adamul Nou                      | romană                                       |            | 46°08′51″N 22°41′08″E / 46.14743°N 22.68545°E | Încărcați imagine | Raportați eroare |
| 87692.04.01                              | Așezarea neolitică de la Cărpiniș- Între Peri / ansamblu anonim (Categorie: locuire în peșteră) (Tip: Așezare)                                                      | sat Cărpiniș, oraș Simeria                | Între Peri                      |                                              |            |                                               | Încărcați imagine | Raportați eroare |
| 87692.06.01                              | Așezarea neolitică de la Cărpiniș- La Plasa Peșterii / ansamblu anonim (Categorie: locuire) (Tip: Așezare)                                                          | sat Cărpiniș, oraș Simeria                | La Plasa Peșterii               |                                              |            |                                               | Încărcați imagine | Raportați eroare |
| 87692.05.01                              | Așezarea neolitică de la Cărpiniș- Cornu / ansamblu anonim (Categorie: locuire) (Tip: Așezare)                                                                      | sat Cărpiniș, oraș Simeria                | Cornu                           |                                              |            |                                               | Încărcați imagine | Raportați eroare |
| 89749.03                                 | Așezarea dacică de la Câmpuri-Surduc- Cetățeaua / ansamblu anonim (Categorie: locuire) (Tip: Așezare)                                                               | sat Câmpuri-Surduc, comuna Gurasada       | Cetățeaua                       | dacică                                       |            |                                               | Încărcați imagine | Raportați eroare |
| 86758.04.01                              | Situl arheologic de la Cârjiți- Grohotea / ansamblu anonim (Categorie: exploatare/carieră) (Tip: Carieră de piatră)                                                 | sat Cârjiți, comuna Cârjiți               | Grohotea                        | romană                                       |            |                                               | Încărcați imagine | Raportați eroare |
| 89160.01                                 | Tezaurul dacic de la Cerbăl- Dosul Pârlit / ansamblu anonim (Categorie: decoperire monetară) (Tip: tezaur)                                                          | sat Cerbăl, comuna Cerbăl                 | Dosul pârlit                    | dacică Sec. I                                |            |                                               | Încărcați imagine | Raportați eroare |
| 91394.01.01                              | Așezarea de epocă romană de la Câinelu de Jos / ansamblu anonim (Categorie: locuire) (Tip: Așezare)                                                                 | sat Căinelu de Jos, comuna Șoimuș         |                                 |                                              |            |                                               | Încărcați imagine | Raportați eroare |
| 89730.01.01                              | Tezaurul de epocă romană de la Câmpuri de Sus / ansamblu anonim (Categorie: descoperire monetară) (Tip: tezaur)                                                     | sat Câmpuri de Sus, comuna Gurasada       |                                 |                                              |            |                                               | Încărcați imagine | Raportați eroare |
| 87460.01.01                              | Tezaurul de la Călanu Mic- După Vii / ansamblu anonim (Categorie: descoperire monetară) (Tip: tezaur)                                                               | sat Călanu Mic, oraș Călan                | După Vii                        | Sec. XVI-XVII                                |            |                                               | Încărcați imagine | Raportați eroare |
| 88494.05                                 | Așezarea Coțofeni de la Cioclovina- Vârful Țâfla / ansamblu anonim (Categorie: locuire) (Tip: Așezare)                                                              | sat Ciclovina, comuna Boșorod             | Vârful Țâfla                    | Coțofeni                                     |            |                                               | Încărcați imagine | Raportați eroare |
| 88494.06.01                              | Așezarea paleolitică de la Cioclovina- Peștera de la Trecătoare / ansamblu anonim (Categorie: locuire) (Tip: vatră)                                                 | sat Ciclovina, comuna Boșorod             | Peștera de la Trecătoare        |                                              |            |                                               | Încărcați imagine | Raportați eroare |
| 86954.05.01                              | Mina de epocă romană de la Cinciș- Teliuc / ansamblu anonim (Categorie: exploatare/carieră) (Tip: galerii miniere)                                                  | sat Cinciș-Cerna, comuna Teliucu Inferior | Teliuc                          |                                              |            |                                               | Încărcați imagine | Raportați eroare |
| 90379.29.01                              | Așezarea dacică de la Costești- Poiana Năpărți / ansamblu anonim (Categorie: locuire) (Tip: așezare)                                                                | sat Costești, comuna Orăștioara de Sus    | Poiana Năpărți                  | dacică                                       |            |                                               | Încărcați imagine | Raportați eroare |
| 90379.30.01                              | Așezarea dacică de la Costești- La Țuțurău / ansamblu anonim (Categorie: locuire) (Tip: Așezare)                                                                    | sat Costești, comuna Orăștioara de Sus    | La Țuțurău                      | dacică                                       |            |                                               | Încărcați imagine | Raportați eroare |
| 90379.31.01                              | Așezarea dacică de la Costești- La Bocșitură / ansamblu anonim (Categorie: locuire) (Tip: locuința)                                                                 | sat Costești, comuna Orăștioara de Sus    | La Bocșitură                    | dacică                                       |            |                                               | Încărcați imagine | Raportați eroare |
| 90379.32.01                              | Așezarea dacică de la Costești- Gura Văii Stânișorii / ansamblu anonim (Categorie: locuire) (Tip: Așezare)                                                          | sat Costești, comuna Orăștioara de Sus    | Gura Văii Stânișorii            | dacică                                       |            |                                               | Încărcați imagine | Raportați eroare |
| 90379.35.01                              | Așezarea dacică de la Costești- Gheorghe Bogdan / ansamblu anonim (Categorie: locuire) (Tip: Așezare)                                                               | sat Costești, comuna Orăștioara de Sus    | Gheorghe Bogdan                 | dacică                                       |            |                                               | Încărcați imagine | Raportați eroare |
| 90379.33.01                              | Așezarea dacică de la Costești- Arsuri / ansamblu anonim (Categorie: locuire) (Tip: Așezare)                                                                        | sat Costești, comuna Orăștioara de Sus    | Arsuri                          | dacică                                       |            |                                               | Încărcați imagine | Raportați eroare |
| 90379.34.01                              | Așezarea dacică de la Costești- La Cioburi / ansamblu anonim (Categorie: locuire) (Tip: Așezare)                                                                    | sat Costești, comuna Orăștioara de Sus    | La Cioburi                      | dacică                                       |            |                                               | Încărcați imagine | Raportați eroare |
| 90379.36.01                              | Așezarea dacică de la Costești- Muchea lui Todirici / ansamblu anonim (Categorie: locuire) (Tip: tum)                                                               | sat Costești, comuna Orăștioara de Sus    | Muchea lui Todirici             | dacică                                       |            |                                               | Încărcați imagine | Raportați eroare |
| 90379.37.01                              | Așezarea dacică de la Costești- Poiana Popii / ansamblu anonim (Categorie: locuire) (Tip: tum)                                                                      | sat Costești, comuna Orăștioara de Sus    | Poiana Popii                    | dacică                                       |            |                                               | Încărcați imagine | Raportați eroare |
| 90379.38.01                              | Cetatea dacică de la Costești- Muchea Chișetoarei / ansamblu anonim (Categorie: cetate) (Tip: Turn)                                                                 | sat Costești, comuna Orăștioara de Sus    | Muchea Chișetoarei              | dacică                                       |            |                                               | Încărcați imagine | Raportați eroare |
| 88699.02.01                              | Cetatea dacică de la Covragiu- Piatra Coziei / ansamblu anonim (Categorie: fortificație) (Tip: Cetate)                                                              | sat Covragiu, comuna Bretea Română        | Piatra Coziei                   | dacică sec.I î.Chr                           |            |                                               | Încărcați imagine | Raportați eroare |
| 88699.03.01                              | Așezarea dacică de la Covragiu- Dealul Mișoveț / ansamblu anonim (Categorie: locuire) (Tip: Așezare)                                                                | sat Covragiu, comuna Bretea Română        | Dealul Mișoveț                  | Coțofeni                                     |            |                                               | Încărcați imagine | Raportați eroare |
| 88699.03.02                              | Așezarea dacică de la Covragiu- Dealul Mișoveț / ansamblu anonim (Categorie: locuire) (Tip: Așezare)                                                                | sat Covragiu, comuna Bretea Română        | Dealul Mișoveț                  | Wietenberg                                   |            |                                               | Încărcați imagine | Raportați eroare |
| 88136.07.01                              | Mina de aur de la Crăciunești- Băița-Crăciunești / ansamblu anonim (Categorie: exploatare/carieră) (Tip: Mină)                                                      | sat Crăciunești, comuna Băița             | Băița-Crăciunești               |                                              |            |                                               | Încărcați imagine | Raportați eroare |
| 88136.07.02                              | Mina de aur de la Crăciunești- Băița-Crăciunești / ansamblu anonim (Categorie: exploatare/carieră) (Tip: Mină)                                                      | sat Crăciunești, comuna Băița             | Băița-Crăciunești               |                                              |            |                                               | Încărcați imagine | Raportați eroare |
| 88136.08.01                              | Situl arheologic de la Crăciunești - Peștera Șura de Jos / ansamblu anonim (Categorie: locuire) (Tip: Așezare în peșteră)                                           | sat Crăciunești, comuna Băița             | Peștera Șura de Jos             | Wietenberg                                   |            |                                               | Încărcați imagine | Raportați eroare |
| 88136.08.02                              | Situl arheologic de la Crăciunești - Peștera Șura de Jos / ansamblu anonim (Categorie: locuire) (Tip: Așezare în peșteră)                                           | sat Crăciunești, comuna Băița             | Peștera Șura de Jos             | sec. VII - IX                                |            |                                               | Încărcați imagine | Raportați eroare |
| 88494.07.01                              | Castrele romane de la Cioclovina - Ponorici / ansamblu anonim (Categorie: fortificație) (Tip: castru de marș)                                                       | sat Ciclovina, comuna Boșorod             | Ponorici                        |                                              |            |                                               | Încărcați imagine | Raportați eroare |
| 90379.39.01                              | Așezarea dacică de la Costești - Putinei / ansamblu anonim (Categorie: locuire) (Tip: Așezare)                                                                      | sat Costești, comuna Orăștioara de Sus    | Putinei                         | dacică                                       |            |                                               | Încărcați imagine | Raportați eroare |
| 86954.06.01                              | Așezarea neolitică de la Cinciș-Cerna - Popeasca Nord / ansamblu anonim (Categorie: locuire) (Tip: Așezare)                                                         | sat Cinciș-Cerna, comuna Teliucu Inferior | Popeasca Nord                   | Petrești                                     |            |                                               | Încărcați imagine | Raportați eroare |
| 86954.07.01                              | Așezarea preistorică de la Cinciș-Cerna - Curtea Școlii / ansamblu anonim (Categorie: locuire) (Tip: Așezare)                                                       | sat Cinciș-Cerna, comuna Teliucu Inferior | Curtea Școlii                   |                                              |            | 45°42′06″N 22°53′25″E / 45.70168°N 22.89019°E | Încărcați imagine | Raportați eroare |
| 87433.01.01 (Cod LMI: HD-I-s-A-03169)    | Situl arheologic din epoca romană de la Călan - "Aquae" / ansamblu anonim (Categorie: locuire) (Tip: Așezare)                                                       | oraș Călan                                | Aquae                           | sec. II-III                                  |            | 45°45′15″N 23°00′23″E / 45.75406°N 23.00632°E | Încărcați imagine | Raportați eroare |
| 87433.01.02 (Cod LMI: HD-I-s-A-03169)    | Situl arheologic din epoca romană de la Călan - "Aquae" / ansamblu anonim (Categorie: locuire) (Tip: Terme)                                                         | oraș Călan                                | Aquae                           | sec. II-III                                  |            | 45°45′15″N 23°00′23″E / 45.75406°N 23.00632°E | Încărcați imagine | Raportați eroare |
| 86696.02.01 (Cod LMI: HD-I-s-B-03183)    | Așezarea fortificată Latene de la Cozia - Vârful "Piatra Coziei" / ansamblu anonim (Categorie: locuire civilă) (Tip: Așezare fortificată)                           | sat Cozia, comuna Cârjiți                 | Vârful Piatra Coziei            | geto-dacică sec. II î.Chr. - I d.Chr.        |            | 45°52′03″N 22°50′55″E / 45.86753°N 22.84852°E | Încărcați imagine | Raportați eroare |
| 88485.01.01 (Cod LMI: HD-I-s-B-03171)    | Villa rustica de la Chitid - Dealul Pleșa / ansamblu anonim (Categorie: locuire civilă) (Tip: Villa rustica)                                                        | sat Chitid, comuna Boșorod                | Dealul Pleșa                    |                                              |            | 45°N 23°E / 45°N 23°E                         | Încărcați imagine | Raportați eroare |
| 86954.01.01 (Cod LMI: HD-I-s-B-03173)    | Villa rustica de la Cinciș-Cerna - "La Popeasca" / ansamblu anonim (Categorie: locuire civilă) (Tip: Villa rustica)                                                 | sat Cinciș-Cerna, comuna Teliucu Inferior | La Popeasca                     | sec. II-III                                  |            | 45°41′16″N 22°52′13″E / 45.68791°N 22.87014°E | Încărcați imagine | Raportați eroare |
| 86954.02.01 (Cod LMI: HD-I-s-B-03174)    | Necropola romană de la Cinciș-Cerna - "La Țelină" / ansamblu anonim (Categorie: descoperire funerară) (Tip: Necropolă tumulară)                                     | sat Cinciș-Cerna, comuna Teliucu Inferior | La Țelină                       | sec. II-III                                  |            |                                               | Încărcați imagine | Raportați eroare |
| 88494.01.01 (Cod LMI: HD-I-s-A-03175)    | Fortificația romană de la Cioclovina - "Troianul" / ansamblu anonim (Categorie: locuire militară) (Tip: Fortificație)                                               | sat Ciclovina, comuna Boșorod             | Troianul                        | înc. sec. II                                 |            | 45°N 23°E / 45°N 23°E                         | Încărcați imagine | Raportați eroare |
| 88494.02.02 (Cod LMI: HD-I-s-A-03176)    | Așezarea paleolitică de la Cioclovina - "Peștera uscată" / ansamblu anonim (Categorie: locuire civilă) (Tip: Așezare)                                               | sat Ciclovina, comuna Boșorod             | Peștera uscată                  | Starcevo - Criș                              |            |                                               | Încărcați imagine | Raportați eroare |
| 88494.02.01 (Cod LMI: HD-I-s-A-03176)    | Așezarea paleolitică de la Cioclovina - "Peștera uscată" / ansamblu anonim (Categorie: locuire civilă) (Tip: Așezare)                                               | sat Ciclovina, comuna Boșorod             | Peștera uscată                  |                                              |            |                                               | Încărcați imagine | Raportați eroare |
| 89749.01.01 (Cod LMI: HD-I-s-B-03170)    | Fortificația Latene de la Câmpuri-Surduc - "La Mănăstire" / ansamblu anonim (Categorie: fortificație) (Tip: Fortificație)                                           | sat Câmpuri-Surduc, comuna Gurasada       | La Mănăstire                    | geto-dacică sec. I a. Chr. - II p. Chr.      |            | 45°N 22°E / 45°N 22°E                         | Încărcați imagine | Raportați eroare |
| 90379.01.02 (Cod LMI: HD-I-s-A-03177)    | Cetatea dacică de la Costești - "Cetățuie" / ansamblu anonim (Categorie: locuire civilă) (Tip: Sanctuar)                                                            | sat Costești, comuna Orăștioara de Sus    | Cetățuie                        | geto-dacică sec. II a. Chr. - II p. Chr.     |            | 45°N 23°E / 45°N 23°E                         | Încărcați imagine | Raportați eroare |
| 90379.01.03 (Cod LMI: HD-I-s-A-03177)    | Cetatea dacică de la Costești - "Cetățuie" / ansamblu anonim (Categorie: locuire civilă) (Tip: Așezare)                                                             | sat Costești, comuna Orăștioara de Sus    | Cetățuie                        | Coțofeni                                     |            | 45°N 23°E / 45°N 23°E                         | Încărcați imagine | Raportați eroare |
| 90379.01.01 (Cod LMI: HD-I-s-A-03177)    | Cetatea dacică de la Costești - "Cetățuie" / ansamblu Cetatea Costești (Categorie: locuire civilă) (Tip: Cetate)                                                    | sat Costești, comuna Orăștioara de Sus    | Cetățuie                        | geto-dacică sec. II a. Chr. - II p. Chr.     |            | 45°N 23°E / 45°N 23°E                         | Încărcați imagine | Raportați eroare |
| 90379.01.01 (Cod LMI: HD-I-s-A-03177)    | Cetatea dacică de la Costești - "Cetățuie" / ansamblu Cetatea Costești / complex anonim (Categorie: locuire civilă) (Tip: groapă)                                   | sat Costești, comuna Orăștioara de Sus    | Cetățuie                        | geto-dacică sec. I p. Chr.                   |            | 45°N 23°E / 45°N 23°E                         | Încărcați imagine | Raportați eroare |
| 90379.02.01 (Cod LMI: HD-I-m-A-03178.01) | Situl arheologic Latene de la Costești - "Cetățuia Înaltă" / ansamblu anonim (Categorie: locuire) (Tip: Fortificație)                                               | sat Costești, comuna Orăștioara de Sus    | Cetățuia Înaltă                 | geto-dacică sec. I a. Chr. - I p. Chr.       |            | 45°40′33″N 23°09′18″E / 45.67586°N 23.15495°E | Încărcați imagine | Raportați eroare |
| 90379.02.02 (Cod LMI: HD-I-m-A-03178.02) | Situl arheologic Latene de la Costești - "Cetățuia Înaltă" / ansamblu anonim (Categorie: locuire) (Tip: Zid)                                                        | sat Costești, comuna Orăștioara de Sus    | Cetățuia Înaltă                 | sec. I a. Chr.-II p. Chr.                    |            | 45°40′33″N 23°09′18″E / 45.67586°N 23.15495°E | Încărcați imagine | Raportați eroare |
| 90379.02.03 (Cod LMI: HD-I-m-A-03178.03) | Situl arheologic Latene de la Costești - "Cetățuia Înaltă" / ansamblu anonim (Categorie: locuire) (Tip: Turn)                                                       | sat Costești, comuna Orăștioara de Sus    | Cetățuia Înaltă                 | sec. I a. Chr.-II p. Chr.                    |            | 45°40′33″N 23°09′18″E / 45.67586°N 23.15495°E | Încărcați imagine | Raportați eroare |
| 90379.03.01 (Cod LMI: HD-I-m-A-03179.01) | Castrul de la Costești - "Grădiște" / ansamblu anonim (Categorie: locuire militară) (Tip: Castru)                                                                   | sat Costești, comuna Orăștioara de Sus    | Grădiște                        | înc. sec. II                                 |            | 45°41′06″N 23°09′37″E / 45.68495°N 23.16024°E | Încărcați imagine | Raportați eroare |
| 90379.03.02 (Cod LMI: HD-I-m-A-03179.02) | Castrul de la Costești - "Grădiște" / ansamblu anonim (Categorie: locuire militară) (Tip: Șanț de apărare)                                                          | sat Costești, comuna Orăștioara de Sus    | Grădiște                        | înc. sec. II                                 |            | 45°41′06″N 23°09′37″E / 45.68495°N 23.16024°E | Încărcați imagine | Raportați eroare |
| 90379.04.01 (Cod LMI: HD-I-s-A-03180)    | Castrul de la Costești - "Prisaca" / ansamblu Castru de marș (Categorie: locuire militară) (Tip: Castru)                                                            | sat Costești, comuna Orăștioara de Sus    | Prisaca                         |                                              |            | 45°41′16″N 23°12′36″E / 45.68774°N 23.21006°E | Încărcați imagine | Raportați eroare |
| 90379.05.02 (Cod LMI: HD-I-m-A-03181.02) | Cetatea dacică de la Costești - "Blidaru" / ansamblu anonim (Categorie: locuire civilă) (Tip: Turn)                                                                 | sat Costești, comuna Orăștioara de Sus    | Blidaru                         | sec. I a. Chr. - II p. Chr.                  | 1997       | 45°40′04″N 23°09′46″E / 45.66767°N 23.16278°E | Încărcați imagine | Raportați eroare |
| 90379.05.03 (Cod LMI: HD-I-m-A-03181.03) | Cetatea dacică de la Costești - "Blidaru" / ansamblu anonim (Categorie: locuire civilă) (Tip: Zid de apărare)                                                       | sat Costești, comuna Orăștioara de Sus    | Blidaru                         | sec. I a. Chr. - II p. Chr.                  | 1997       | 45°40′04″N 23°09′46″E / 45.66767°N 23.16278°E | Încărcați imagine | Raportați eroare |
| 90379.05.01 (Cod LMI: HD-I-m-A-03181.01) | Cetatea dacică de la Costești - "Blidaru" / ansamblu Cetatea Blidaru (Categorie: locuire civilă) (Tip: Cetate)                                                      | sat Costești, comuna Orăștioara de Sus    | Blidaru                         | geto-dacică sec. I a. Chr. - II p. Chr.      | 1997       | 45°40′04″N 23°09′46″E / 45.66767°N 23.16278°E | Încărcați imagine | Raportați eroare |
| 90379.06.01 (Cod LMI: HD-I-s-A-03182)    | Turnul de la Costești - "Poiana Perții" / ansamblu Turn de observație (Categorie: fortificație) (Tip: Turn)                                                         | sat Costești, comuna Orăștioara de Sus    | Poiana Perții                   | geto-dacică sec. II a. Chr. - sec. I p. Chr. |            | 45°40′10″N 23°09′41″E / 45.66944°N 23.16126°E | Încărcați imagine | Raportați eroare |
| 88136.01.01 (Cod LMI: HD-I-m-B-03184.03) | Situl arheologic de la Crăciunești - "Peștera cu Trei intrări" / ansamblu anonim (Categorie: locuire în peșteră) (Tip: Așezare)                                     | sat Crăciunești, comuna Băița             | Peștera cu Trei intrări         | Coțofeni                                     |            | 46°N 23°E / 46°N 23°E                         | Încărcați imagine | Raportați eroare |
| 88136.01.02 (Cod LMI: HD-I-m-B-03184.02) | Situl arheologic de la Crăciunești - "Peștera cu Trei intrări" / ansamblu anonim (Categorie: locuire în peșteră) (Tip: Așezare)                                     | sat Crăciunești, comuna Băița             | Peștera cu Trei intrări         |                                              |            | 46°N 23°E / 46°N 23°E                         | Încărcați imagine | Raportați eroare |
| 88136.01.03 (Cod LMI: HD-I-m-B-03184.01) | Situl arheologic de la Crăciunești - "Peștera cu Trei intrări" / ansamblu anonim (Categorie: locuire în peșteră) (Tip: Așezare)                                     | sat Crăciunești, comuna Băița             | Peștera cu Trei intrări         |                                              |            | 46°N 23°E / 46°N 23°E                         | Încărcați imagine | Raportați eroare |
| 88298.01.02 (Cod LMI: HD-I-s-B-03185)    | Așezarea fortificată Latene de la Cucuiș - "Dealul Golu" / ansamblu anonim (Categorie: locuire civilă) (Tip: Așezare fortificată)                                   | sat Cucuiș, comuna Beriu                  | Dealul Golu                     |                                              |            | 45°N 23°E / 45°N 23°E                         | Încărcați imagine | Raportați eroare |
| 88298.01.01 (Cod LMI: HD-I-s-B-03185)    | Așezarea fortificată Latene de la Cucuiș - "Dealul Golu" / ansamblu anonim (Categorie: locuire civilă) (Tip: Așezare fortificată)                                   | sat Cucuiș, comuna Beriu                  | Dealul Golu                     | geto-dacică sec. I a. Chr. - I p. Chr.       |            | 45°N 23°E / 45°N 23°E                         | Încărcați imagine | Raportați eroare |